# Emily Sonnett
Emily Ann Sonnett (Marietta, Georgia, Estados Unidos; 25 de noviembre de 1993) es una futbolista estadounidense que juega como defensora para el OL Reign de la National Women's Soccer League (NWSL) de Estados Unidos.

## Trayectoria

### Portland Thorns (2016-2019)

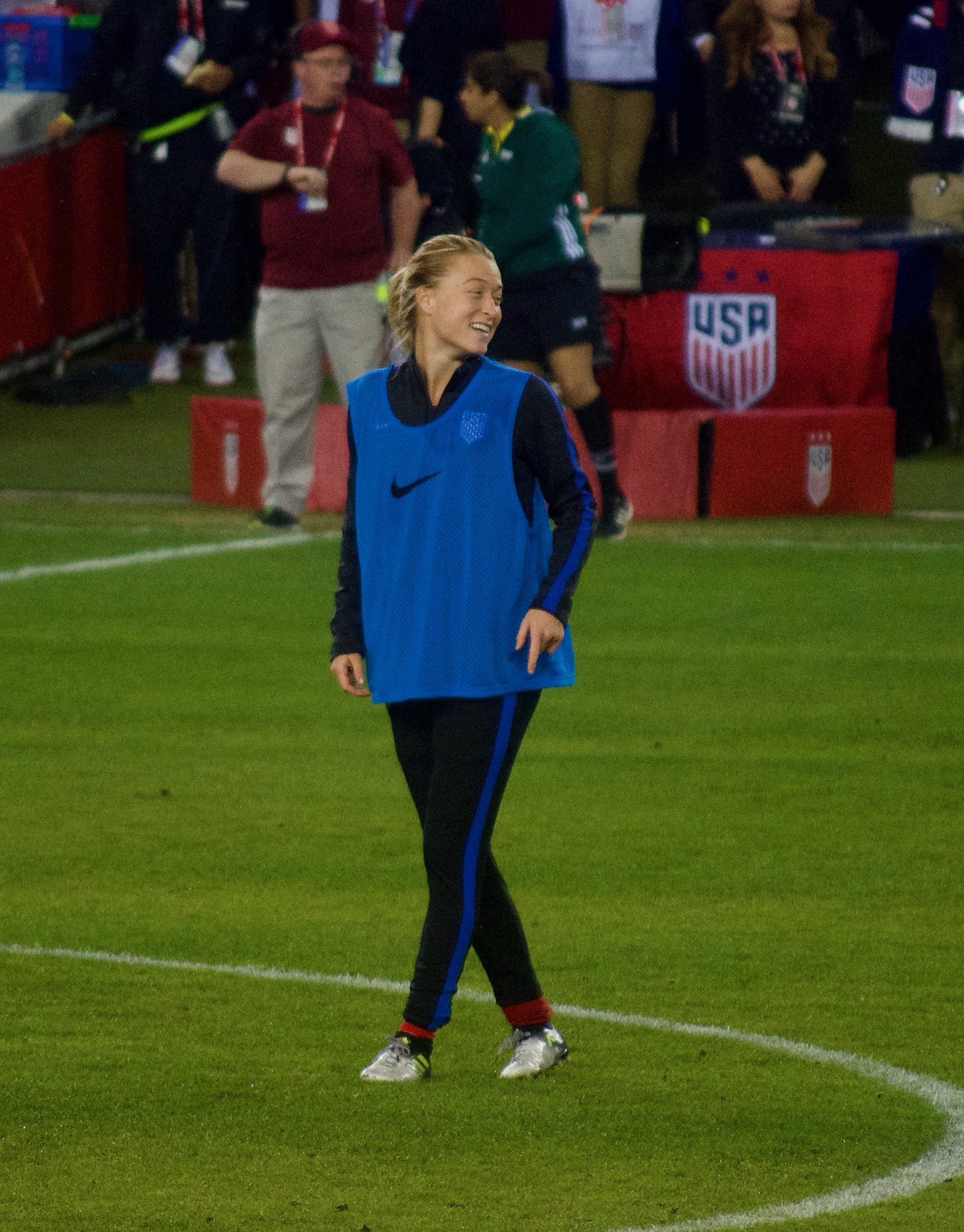
Sonnet en el entretiempo de un juego amistoso en 2017.

El 15 de enero de 2016, Portland Thorns seleccionó a Sonnett en el primer turno del Draft de la NWSL. Debutó con los Thorns el 17 de abril de 2016. Su primer gol profesional llegó en la semifinal del campeonato 2016 de la NWSL, empatando parcialmente el partido 2-2 ante el Western New York Flash, aunque éste terminaría ganándolo por 4-3 y coronándose campeón en la final.
Sonnett volvió a anotar en las eliminatorias de la NWSL 2017, ayudando a su equipo a vencer 4-1 al Orlando Pride en la semifinal. La defensora levantaría su primer título profesional tras la victoria 1-0 frente a North Carolina Courage en la final, luego de que Lindsey Horan marcara el gol del triunfo gracias a una asistencia de Sonnet.
En 2018, disputó 22 partidos y marcó un gol. Portland alcanzó las eliminatorias de la NWSL por segundo año consecutivo, pero en la final perdió ante North Carolina Courage por 3-0. Fue incluida en el Equipo del Mes de la NWSL en marzo y abril, y fue una de las cuatro jugadoras del Thorns nominadas al Mejor Once de la NWSL. También fue finalista como Defensora del Año.

## Estadísticas

### Clubes
| Club                    | País           | Año             |
| ----------------------- | -------------- | --------------- |
| Portland Thorns FC      | Estados Unidos | 2016 - 2019     |
| Sydney FC (préstamo)    | Australia      | 2017 - 2018     |
| Orlando Pride           | Estados Unidos | 2020            |
| Kopparbergs/Göteborg FC | Suecia         | 2020            |
| Washington Spirit       | Estados Unidos | 2021 - 2023     |
| OL Reign                | Estados Unidos | 2023 - presente |

## Palmarés

### Títulos nacionales
| Título                         | Club                    | País           | Año  |
| ------------------------------ | ----------------------- | -------------- | ---- |
| National Women's Soccer League | Portland Thorns         | Estados Unidos | 2017 |
| Damallsvenskan                 | Kopparbergs/Göteborg FC | Suecia         | 2020 |
| National Women's Soccer League | Washington Spirit       | Estados Unidos | 2021 |

### Títulos internacionales
| Título                           | Equipo         | Sede           | Año  |
| -------------------------------- | -------------- | -------------- | ---- |
| Preolímpico femenino de Concacaf | Estados Unidos | Estados Unidos | 2016 |
| Copa SheBelieves                 | Estados Unidos | Estados Unidos | 2016 |
| Copa SheBelieves                 | Estados Unidos | Estados Unidos | 2018 |
| Torneo de Naciones               | Estados Unidos | Estados Unidos | 2018 |
| Premundial Femenino Concacaf     | Estados Unidos | Estados Unidos | 2018 |
| Copa Mundial Femenina de Fútbol  | Estados Unidos | Francia        | 2019 |
| Preolímpico femenino de Concacaf | Estados Unidos | Estados Unidos | 2020 |
| Copa SheBelieves                 | Estados Unidos | Estados Unidos | 2020 |
| Juegos Olímpicos                 | Estados Unidos | Tokio          | 2020 |
| Copa SheBelieves                 | Estados Unidos | Estados Unidos | 2021 |
| Campeonato de la Concacaf        | Estados Unidos | México         | 2022 |

### Distinciones individuales
| Distinción                    | Año  |
| ----------------------------- | ---- |
| Mejor Once de la NWSL         | 2018 |
| Segundo Mejor Once de la NWSL | 2019 |